# المدرسة الوطنية للبيطرة والفلاحة الغذائية والتغذية بنانت الأطلسي
المدرسة الوطنية للبيطرة والفلاحة الغذائية والتغذية بنانت الأطلسي (بالفرنسية: L'École nationale vétérinaire, agroalimentaire et de l'alimentation de Nantes-Atlantique (Oniris))‏ هي مدرسة وطنية عمومية فرنسية تحت إشراف وزارة الزراعة، إفتتحت أبوابها في 1 يناير 2010 نتيجة دمج المدرسة الوطنية للبيطرة بنانت (1979 م) والمدرسة الوطنية للهندسة الفلاحية الغذائية (1974 م). 